# دونالد إم. باير
دونالد إم. باير (بالإنجليزية: Donald Baer)‏ هو عالم نفس أمريكي، ولد في 25 أكتوبر 1931 في سانت لويس في الولايات المتحدة، وتوفي في 28 أبريل 2002 في لورانس في الولايات المتحدة.